# Купаты

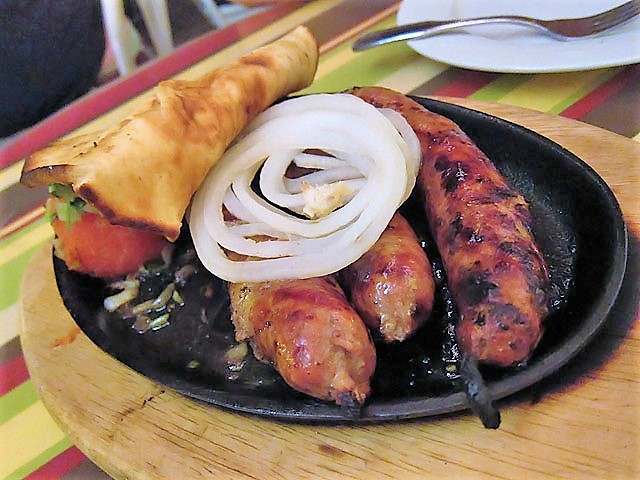
Купаты

Купаты (груз. კუპატი) — особый вид грузинских пресервированных сырых колбас, нуждающихся в кулинарной обработке.
Купаты готовят на углях или гриле таким же образом, как и другие сырые колбасы.
Тонкие свиные кишки, нарезанные на отрезки по 20—25 см, промывают соляным раствором, выворачивают наружу и опять промывают раствором соли. В мясной фарш (свинина и говядина) добавляют зелень: мелко нарезанный лук, чеснок, зёрна граната либо ягоды барбариса, соль, чёрный или красный перец, чабер, пажитник голубой (уцхо-сунели), сухую кинзу; начинку перемешивают и набивают в подготовленные кишки. Купаты связывают в форме подков крепкой ниткой, опускают в кипящую воду и выдерживают в течение 1 минуты, затем извлекают из кипятка, развешивают и дают просохнуть.
Купаты хранят в холоде. Перед употреблением их жарят на углях или же в жиру на сковороде; оболочку из кишок протыкать не рекомендуется, так как это приведёт к потере сока и жира.